# Satpura-Nationalpark
Der Satpura-Nationalpark (Hindi सतपुड़ा राष्ट्रीय उद्यान) ist ein Nationalpark im indischen Bundesstaat Madhya Pradesh. Der Nationalpark ist Teil des Satpura-Tigerreservats und des Pachmarhi-Biosphärenreservats.

## Geographie und Klima
Der Nationalpark liegt im Distrikt Narmadapuram von Madhya Pradesh, im Satpuragebirge, einem Mittelgebirge, das sich über mehrere Hundert Kilometer in ost-westlicher Richtung erstreckt. Die Topographie ist abwechslungsreich. Es überwiegt ein hügeliges Gelände mit vereinzelten Steilhängen. Mehrere Gebiete auf dem Pachmarhi-Plateau, einschließlich der Mahadeo-Hügel, weisen tiefe und enge Schluchten auf. Während der Regenzeit bilden sich in diesen Schluchten einige eindrucksvolle Wasserfälle (Bee Fall, Dutchess Fall). Die Höhe über dem Meeresspiegel variiert zwischen 320 und 1352 Metern. Der Dhupgarh hat mit 1352 m den höchsten Gipfel (zugleich auch der höchste Berg von Madhya Pradesh) und liegt bei der Örtlichkeit Dhoopgarh (22° 27′ N, 78° 22′ O).
Im Westen wird der Nationalpark durch den Fluss Tawa begrenzt und im Norden zum Teil durch den Fluss Denwa.
Das Klima entspricht einem subtropischen Monsunklima mit drei Jahreszeiten: einem gemäßigten, trockenen Winter, einem heißen und trockenen Sommer und der Monsunzeit etwa ab Juli bis September, in der ein Großteil des Jahresniederschlags fällt.

## Geschichte
Der 524,370 km² große Nationalpark wurde 1981 eingerichtet. Am 3. März 1999 deklarierte die indische Regierung ein 4926,28 km² großes Gebiet zum Pachmarhi-Biosphärenreservat. Es war das erste Biosphärenreservat in Indien. Das Biosphärenreservat erstreckt sich über drei Distrikte (Narmadapuram, Betul und Chhindwara). Es umfasst den Satpura-Nationalpark als 524,37 km² große Kernzone, und angrenzende 4501,91 km² große Randgebiete, zu denen auch zwei weitere Schutzgebiete – das Bori-Naturschutzgebiet (518,00 km²) und das Pachmarhi-Naturschutzgebiet (461,37 km²) gehören.
Im Jahr 2000 wurde im Rahmen des Project Tiger das Satpura-Tigerreservat (Satpura Tiger Reserve) eingerichtet. Das Tigerreservat umfasst eine Kernzone von 1339,26 km², die den Satpura-Nationalpark vollständig einschließt, und zusätzlich eine angrenzende Pufferzone von 794,04 km². Die Gesamtfläche des Tigerreservats umfasst damit 2133,30 km².
Aufgrund der Einrichtung der Schutzgebiete und deren Ausweitung wurden zum Teil Umsiedlungen der dort lebenden Bevölkerung erforderlich. Betroffen waren vor allem Angehörige von indigenen Stammesvölkern (Adivasi). Die Umsiedlungen stießen zum Teil auf Proteste und Widerstand der betroffenen ortsansässigen Bevölkerung.
Seit dem 3. April 2021 befindet sich das Satpura-Tigerreservat auf der Tentativliste des UNESCO-Welterbes.

## Fauna und Flora

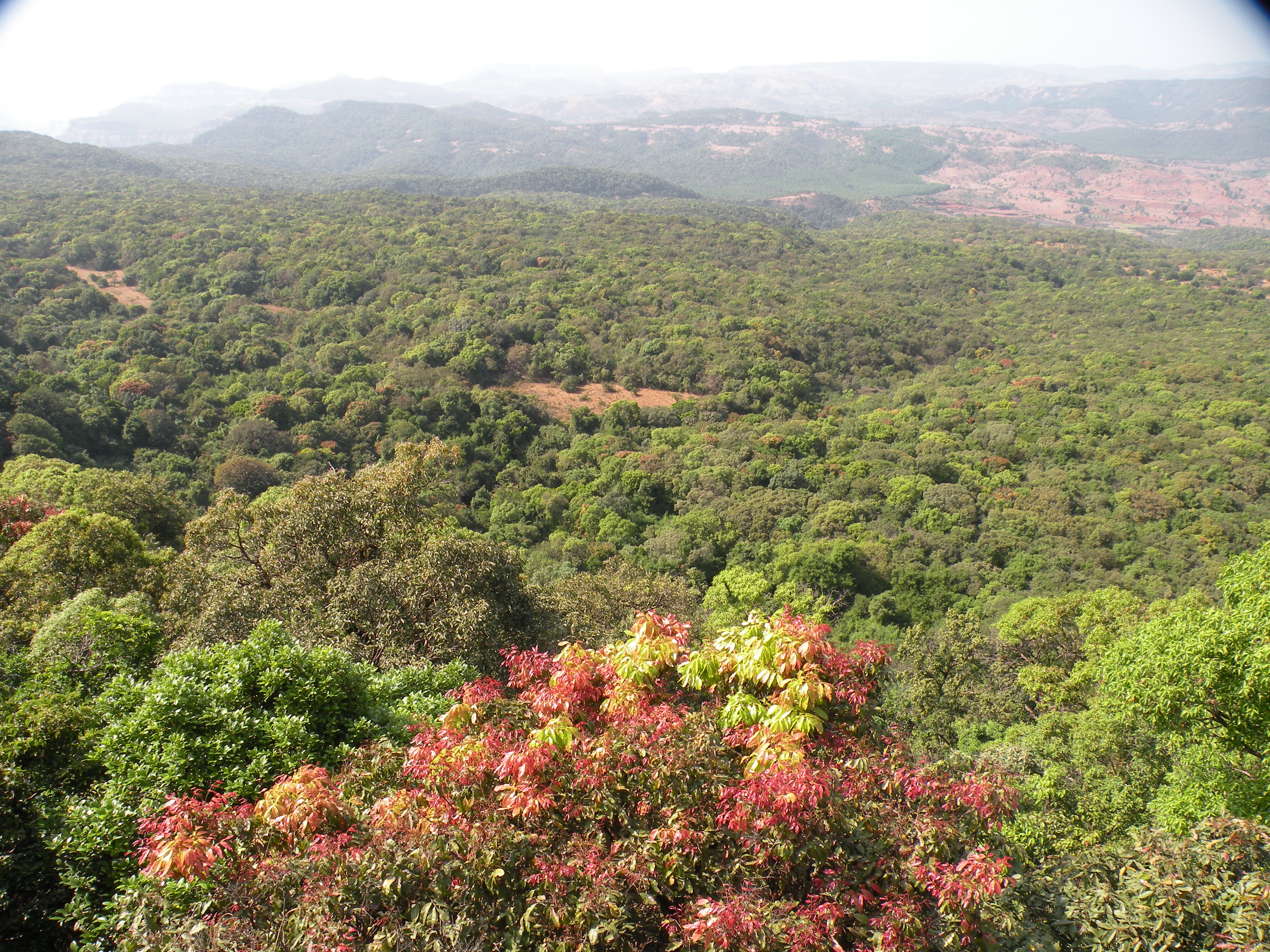
Überblick über den Park

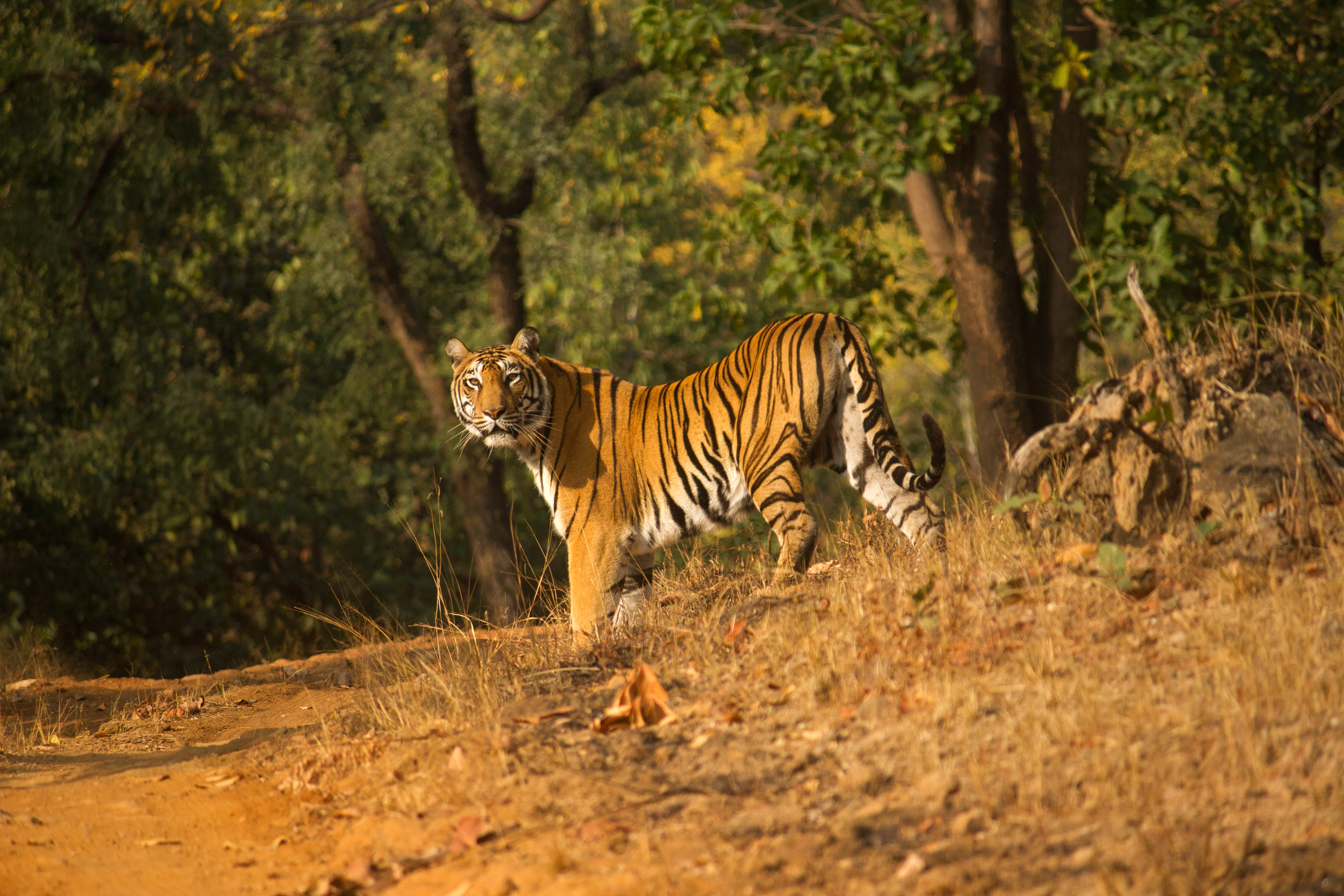
Tiger

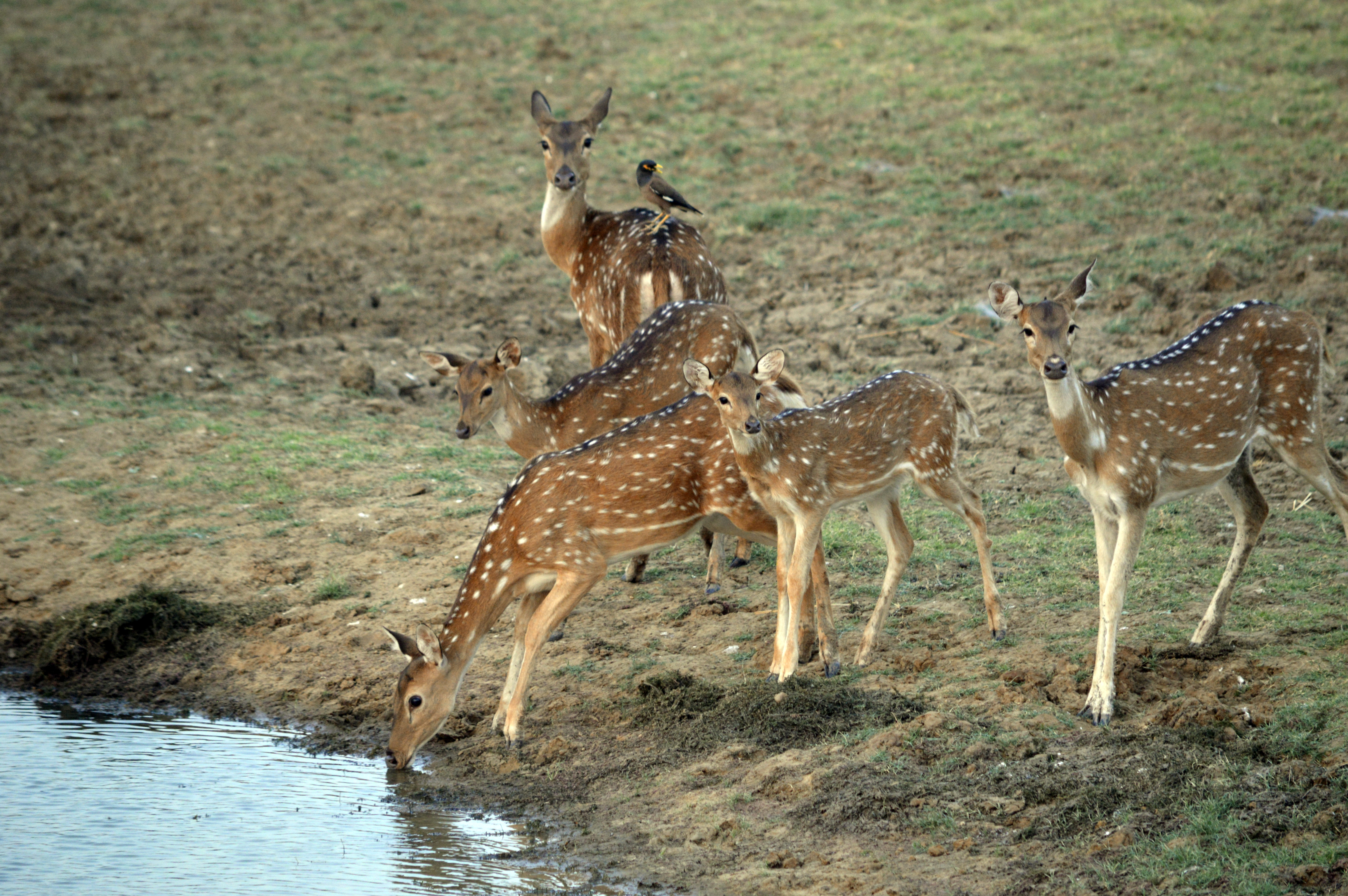
Axishirsche und ein Hirtenmaina

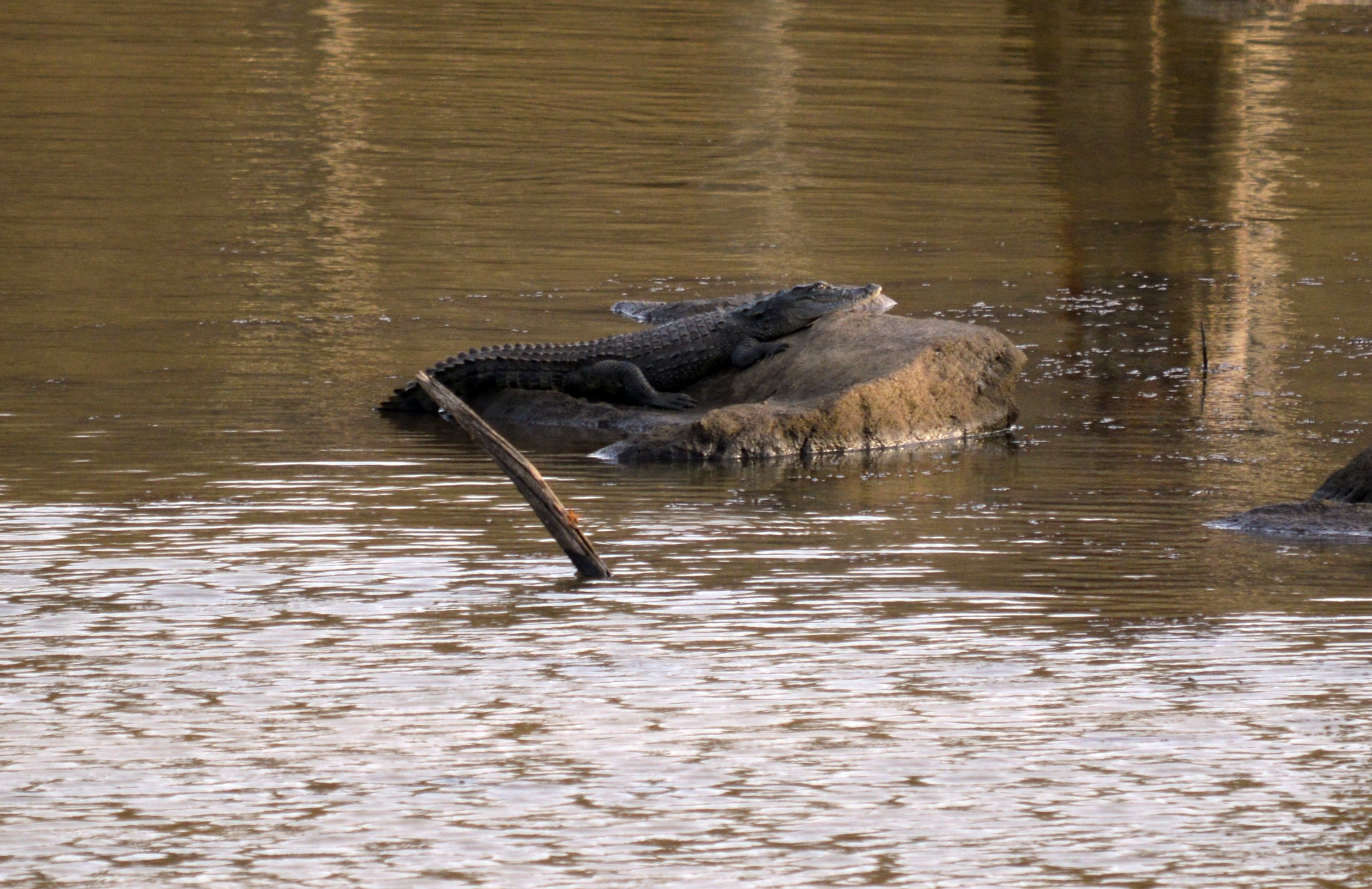
Sumpfkrokodil

Der Nationalpark gilt als außerordentlich artenreich. Die Flora und Fauna des Nationalparks ist bisher nur teilweise erforscht und erfasst. Es wurden (Stand 2006) 680 Arten von Tieren dokumentiert, darunter 276 Wirbellose und 403 Wirbeltiere, mit etwa 52 Arten von Säugetieren, 300 Vogelarten, 130 Arten von Schmetterlingen und 30 Reptilienarten. Die Zahl der Pflanzenarten wurde auf mehr als 1300 geschätzt.

### Fauna
im Nationalpark häufig zu findende große Säugetiere sind Gaur (gefährdet), Sambar (gefährdet), Axishirsch (auch Chital), Indischer Muntjak, Vierhornantilope (gefährdet) und Lippenbär (gefährdet). Elefanten (stark gefährdet) fehlen dagegen weitgehend. An größeren Carnivoren finden sich Indische Tiger (stark gefährdet), Leoparden (gefährdet), Streifenhyänen (potenziell gefährdet) und Rothunde (stark gefährdet).
Eine Feldstudie dokumentierte zudem im Jahr 2012 insgesamt 22 Schlangenarten, die zu sechs Familien gehörten.

### Flora
Die Wälder des Nationalparks gehören zu den tropischen Trockenwäldern, feuchten Laubwäldern und halbimmergrünen Wäldern. In höheren Lagen in den östlich gelegenen Pachmarhi-Bergen, wo der Jahresniederschlag über 1750 mm beträgt, findet sich subtropischer Bergwald. Die hier vorherrschenden Baumarten sind Jambulbaum, Rubus ellipticus, Orangenraute, Sterculia villosa, Mango und Salix tetrasperma. Im Unterholz sind Flemingia bracteata, Flemingia macrophylla und Sophora interrupta häufig. Baumfarne wie Alsophila gigantea und Alsophila latebrosa sind ebenfalls hier heimisch. In den niederen Lagen der Pachmarhi-Berge, wo der Jahresniederschlag bei 1000 bis 1700 mm liegt, dominiert tropischer wechselfeuchter Laubwald. Die häufigsten Baumarten sind hier Salbaum, Kydia calycina, Lagerstroemia microcarpa, Pterocarpus marsupium, Bridelia retusa, Terminalia elliptica, Asiatischer Kapokbaum, Amlabaum, Hymenodictyon orixense, Buchanania lanzan und Diospyros melanoxylon. Häufige Unterholzpflanzen sind Indigofera cassioides, Desmodieae spp., Crotalaria spp. und Flemingia bracteata. In den westlichen Bori-Bergen findet sich überwiegend südindischer feuchter Laubwald mit den Baumarten Anogeissus grandis, Myrobalanen spp., Haldina cordifolia, Bengalische Quitte, u. a.

## Tourismus
Die Entfernungen zu den nächsten größeren Städten sind die folgenden: Bhopal (210 km), Jabalpur (240 km), Chhindwara (85 km) und Nagpur (250 km). Den nächstgelegenen Eisenbahnanschluss gibt es in Pipariya (52 km).
Es gibt fünf Zugänge zum Tigerreservat:
- Madai (22° 33′ 34,8″ N, 78° 5′ 23,7″ O)
- Sahera/Jamanidev (22° 34′ 13,4″ N, 78° 8′ 37,5″ O)
- Dhasai/Churna (22° 28′ 27,8″ N, 78° 4′ 41,5″ O)
- Parsapani (22° 36′ 6,7″ N, 78° 1′ 56,8″ O)
- Neemghan